# فرد هاموند
فرد هاموند (بالإنجليزية: Fred Hammond)‏ هو موسيقي أمريكي، ولد في 27 ديسمبر 1960 في ديترويت في الولايات المتحدة.

## وصلات خارجية
- فرد هاموند على موقع IMDb (الإنجليزية)
- فرد هاموند على موقع ميوزك برينز (الإنجليزية)
- فرد هاموند على موقع أول ميوزيك (الإنجليزية)
- فرد هاموند على موقع ديسكوغز (الإنجليزية)
- فرد هاموند على موقع قاعدة بيانات الفيلم (الإنجليزية)